# Jud DeNaut
Jud DeNaut (eigentlich George Matthews Denaut, * 28. Januar 1915 in Walkerton, Indiana; † 5. April 1999 in Newport Beach, Kalifornien) war ein US-amerikanischer Jazzbassist.
Jud DeNaut begann seine Musikerkarriere im Vaudeville, als er 1929 mit Bobby und Gale Sherwood spielte. Während des Zweiten Weltkriegs diente er in der US-Armee und spielte nach Kriegsende in Radioorchestern. Bereits ab den frühen 1940er-Jahren arbeitete er bei Artie Shaw (sowohl in dessen Orchester als auch im kleineren Ensemble Gramercy Five), ferner bei Ray Noble, Richard Himber, Ozzie Nelson, Kay Kyser, Woody Herman, Paul Whiteman, Murray McEachern und Bobby Sherwood. Er gehörte in den 50ern auch den Gruppen Gramercy Six, den Kings of Dixieland und der Band von Matty Matlock, den Pete Kelly Big Seven an. Im Bereich des Jazz und Blues war er zwischen 1940 und 1959 an 64 Aufnahmesessions beteiligt,  u. a. auch mit T-Bone Walker, Rick Nelson, Martha Tilton, Big Joe Turner/Freddie Slack („Goin' to Chicago Blues“), Frankie Laine und Babe Russin. In späteren Jahren leitete er eine eigene Band, mit der er im Disneyland Hotel in Anaheim, Kalifornien auftrat.